# Marian Wysocki (1926–2006)
Marian Wysocki (ur. 2 maja 1926 w Starachowicach, zm. 15 stycznia 2006 w Tarnowskich Górach) –  polski ekonomista, piłkarz, działacz polityczny i sportowy, przewodniczący Prezydium Miejskiej Rady Narodowej w Dąbrowie Górniczej (1965–1972), wiceprzewodniczący Wojewódzkiej Rady Narodowej w Katowicach i wicewojewoda katowicki oraz prezydent Katowic (1978–1981). 

## Życiorys
Urodził się 2 maja 1926 roku w Starachowicach. 
W czasie II wojny światowej był żołnierzem Armii Krajowej, a po wojnie był napastnikiem SKS Star Starachowice, sędzią piłkarskim i instruktorem. W latach 1945–1954 rozegrał ponad 300 spotkań, będąc czołowym zawodnikiem zespołu i wieloletnim kapitanem drużyny.
Z zawodu był ekonomistą. W 1954 roku przeprowadził się do Zagłębia Dąbrowskiego i objął pracę w organach administracji lokalnej. Był wiceprzewodniczącym Prezydium Miejskiej Rady Narodowej w Sosnowcu, po czym 10 lutego 1965 roku objął funkcję przewodniczącego Prezydium Miejskiej Rady Narodowej w Dąbrowie Górniczej. W tym czasie rozpoczęto przebudowę miasta. Wybudowano wówczas m.in. aleję Róż, przebudowano ulicę gen. T. Kościuszki, a także wzniesiono kompleks szkół przy późniejszej ulicy E. Zawidzkiej. Zlikwidowano kolejkę wywożącą odpadki z ówczesnej huty „Dzierżyński” (późniejsza „Bankowa”) na miejsce po wyrobisku kopalni „Reden”, gdzie założono park miejski. Wraz z wiceprzewodniczącym Eugeniuszem Sajakiem podjął działania na rzecz odbudowy zniszczonego przez Niemców w czasie okupacji pomnika Tadeusza Kościuszki. Został on odsłonięty w styczniu 1972 roku.
Funkcję przewodniczącego Prezydium pełnił do 15 stycznia 1972 roku. W tym okresie był członkiem egzekutywy Komitetu Miejskiego PZPR w Dąbrowie Górniczej, członkiem plenum Miejskiego Komitetu Frontu Jedności Narodu oraz przewodniczącym Rady Koordynacyjnej Polskiego Towarzystwa Ekonomicznego. W styczniu 1972 roku został wiceprzewodniczącym Wojewódzkiej Rady Narodowej w Katowicach, a po reformie administracyjnej wicewojewodą katowickim.
Od września 1976 roku do lipca 1978 roku był prezesem Śląskiego Związku Piłki Nożnej.
15 czerwca 1978 roku objął funkcję prezydenta Katowic, zastępując na tym miejscu Lucjana Gajdę. W czasie swojej prezydentury rozpoczął działalność Wydział Radia i Telewizji Uniwersytetu Śląskiego w Katowicach, został odsłonięty pomnik Żołnierza Polskiego na osiedlu I.J. Paderewskiego, a także rozpoczęto budowę wieżowców Stalexportu. Swoją funkcję pełnił do 28 lutego 1981 roku, a dzień później nowym prezydentem miasta został Edward Mecha.
Zmarł 15 stycznia 2006 roku w Tarnowskich Górach.

## Odznaczenia
- Krzyż Kawalerski Orderu Odrodzenia Polski[4]
- Srebrny Krzyż Zasługi[4]
- Złota odznaka „Zasłużonemu w Rozwoju Województwa Katowickiego”[4]
- Medal „Zasłużony dla Starachowic” (1984)[2]